# Battleground (2013)
Cet article concerne l'édition 2013 du pay-per-view Battleground. Pour toutes les autres éditions, voir WWE Battleground.
L’édition 2013 de Battleground est une manifestation de catch (lutte professionnelle) télédiffusée et visible uniquement en paiement à la séance ainsi que gratuitement sur la chaîne de télévision française AB1. L'événement, produit par la World Wrestling Entertainment (WWE), a eu lieu le 6 octobre 2013 dans la salle omnisports du First Niagara Center à Buffalo, dans l'État de New York. Il s'agit de la première édition de Battleground. Ryback est la vedette de l'affiche officielle,,.

## Contexte
Les spectacles de la WWE en paiement à la séance sont constitués de matchs aux résultats prédéterminés par les scénaristes de la WWE. Ces rencontres sont justifiées par des storylines — une rivalité avec un catcheur, la plupart du temps — ou par des qualifications survenues dans les émissions de la WWE telles que Raw, SmackDown, Superstars et Main Event. Tous les catcheurs possèdent une gimmick, c'est-à-dire qu'ils incarnent un personnage gentil ou méchant, qui évolue au fil des rencontres. Un pay-per-view comme Battleground est donc un événement tournant pour les différentes storylines en cours.

### Daniel Bryan contre Randy Orton
Lors de SummerSlam (2013), Daniel Bryan bat John Cena pour devenir le nouveau WWE Champion.Cependant Randy Orton (qui avait gagné le All Star Money In The Bank Ladder match qui lui permet un WWE Championship match quand il veut où il veut) arrive et regarde Daniel Bryan avant de faire mine de repartir. Triple H (qui était l'arbitre spécial du match John Cena contre Daniel Bryan) attaque Daniel Bryan en lui portant un Pedigree. Randy Orton décide donc d'encaisser sa mallette pour battre Daniel Bryan et devenir le nouveau WWE Champion. Lors du Raw du 19 août, Triple H explique qu'il a fait ça car il ne croit pas que Daniel Bryan pourrait être un bon champion de la WWE à la différence de Randy Orton. Après cela Daniel Bryan arrive pour tenter de parler mais le The Shield intervient et attaque Daniel Bryan avant de le faire monter sur le ring pour lui faire subir un RKO de Randy Orton. Lors du SmackDown du 23 août, Daniel Bryan demande un rematch a Randy Orton. Le soir même, Randy Orton refuse en lui disant qu'il devra attendre Night of Champions pour son match de championnat. Après le main-event entre Daniel Bryan et Wade Barrett dans un Steel Cage match, Randy Orton lui porte à nouveau un RKO.
Lors de Night of Champions (2013), Daniel Bryan bat Randy Orton pour le WWE Championship. Lors du Raw du 16 septembre, le chef des opérations de la WWE, Triple H retire le titre à Bryan après que l’arbitre Scott Armstrong a admis avoir fait un décompte de 3 trop rapide. Plus tard dans la soirée, Triple H a refusé de rendre le titre Orton rendant ainsi le WWE Championship vacant. Lors du interview Triple H a annoncé que Daniel Bryan et Randy Orton s'affronteront lors de Battleground (2013) pour le WWE Championship actuellement vacant,.

### Alberto Del Rio contre Rob Van Dam
Lors de Night of Champions (2013), Rob Van Dam bat Alberto Del Rio par disqualification pour le World Heavyweight Championship. Lors du SmackDown du 20 septembre, le chef des opérations de la WWE, Triple H donne a Van Dam un match de revanche pour le World Heavyweight Championship contre Del Rio à Battleground (2013). Quelques minutes plus tard, Del Rio attaque Van Dam dans les coulisses,.

### CM Punk contre Ryback
Lors de Night of Champions (2013), CM Punk faisait face à Curtis Axel et Paul Heyman dans un Handicap match à élimination. Après avoir éliminé Curtis Axel il s'attaqua et menotta Paul Heyman. Punk allait gagner le match mais Ryback est intervenu et a balancé Punk à travers une table ce qui a coûté le match à ce dernier. Lors du Raw du 23 septembre, il est annoncé que Punk ferait face à Ryback lors de Battleground (2013).

### AJ Lee contre Brie Bella
Lors de Night of Champions, Brie perd le Fatal 4-way match pour le titre des Divas qui est conservé par AJ Lee. Le lendemain à Raw, elle fait équipe avec les Funkadactyls pour battre Layla, Alicia Fox et Aksana. Lors du Raw du 23 septembre, les deux sœurs confirment alors leur face-turn en gagnant un match par équipe 5 contre 5 avec Natalya et les Funkadactyls contre Tamina Snuka, Layla, Alicia Fox, Aksana et AJ Lee. C'est Brie qui a fait le tombé sur la championne AJ Lee.

### Cody Rhodes et Goldust contre Roman Reigns et Seth Rollins
Le 2 septembre à RAW, Cody Rhodes perd contre Randy Orton et se fait virer par la suite par le COO de la WWE, Triple H. Lors du Raw du 23 septembre, il intervient avant un match avec Goldust et attaque The Shield. Lors du Raw du 30 septembre, il est dans le ring accompagné par son père, L'American Dream Dusty Rhodes et son frère Goldust. Ils apprennent qu'ils récupéreront leurs emplois s'ils battent Roman Reigns et Seth Rollins à Battleground (2013).

### Curtis Axel contre R-Truth
Lors du Raw du 1er octobre, il bat Curtis Axel, à la fin du match il demande à Brad Maddox d'avoir une chance pour le titre et il accepte. Il affrontera Curtis Axel à Battleground (2013) pour le titre intercontinental.

### Kofi Kingston contre Bray Wyatt
Le 30 septembre à Raw, il bat Fandango. Puis, à la fin du match, Bray Wyatt arrive et lui dit qu'il a passé sa vie à comprendre les choses horribles qui lui arrivaient. Il se demandait pourquoi lui. Si le cauchemar allait arrêter, mais ce n'est jamais arrivé. Il comprend finalement ce qu'il doit faire. Un après l'autre, ils vont tomber. Le 4 octobre à Smackdown, il bat Big E Langston, puis se fait défier par Bray Wyatt qui lui dit qu'il n'est pas un héros et qu'il va lui couter sa défaite. Lors de Battleground (2013), il affrontera Bray Wyatt.

### Santino Marella et The Great Khali contre The Real Americans
Lors du Raw du 8 septembre, Santino Marella fait son retour et bat Antonio Cesaro. Lors de Smackdown du 20 septembre il bat Jack Swagger. Depuis quelques semaines il s'allie avec le Great Khali. Quelques heures avant le show, le site de la WWE annonce un match par équipe entre Santino Marella et The Great Khali contre les Real Americans (Antonio Cesaro et Jack Swagger)

## Tableau des résultats
| #                                                                  | Match | Stipulation                                            | Durée |
| ------------------------------------------------------------------ | --- | ------------------------------------------------------ | ----- |
| Pré-show                                                           | Dolph Ziggler bat Damien Sandow.                                                                                 | Match simple.                                          | 10:22 |
| 1                                                                  | Alberto Del Rio (c) bat Rob Van Dam (avec Ricardo Rodriguez)                                                     | Hardcore match pour le World Heavyweight Championship. | 17:08 |
| 2                                                                  | The Real Americans (avec Zeb Colter) battent Santino Marella et The Great Khali.                                 | Match par équipes.                                     | 7:11  |
| 3                                                                  | Curtis Axel (c) (avec Paul Heyman) bat R-Truth                                                                   | Match simple pour le Intercontinental Championship.    | 7:36  |
| 4                                                                  | AJ Lee (c) (avec Tamina Snuka) bat Brie Bella (avec Nikki Bella).                                                | Match simple pour le Divas Championship.               | 6:37  |
| 5                                                                  | Cody Rhodes & Goldust (avec Dusty Rhodes) battent The Shield (Seth Rollins et Roman Reigns) (avec Dean Ambrose). | Match par équipes.                                     | 13:54 |
| 6                                                                  | Bray Wyatt (avec Luke Harper & Erick Rowan) bat Kofi Kingston.                                                   | Match simple.                                          | 8:27  |
| 7                                                                  | CM Punk bat Ryback (avec Paul Heyman)                                                                            | Match simple.                                          | 14:47 |
| 8                                                                  | Daniel Bryan contre Randy Orton, se termine en No-Contest                                                        | Match simple pour le WWE Championship vacant.          | 25:00 |
| (c) – désigne le(s) champion(s) défendant leur titre dans le match | |                                                        |       |